# Fokstrot (film)
Fokstrot (hebr. ‏פוֹקְסטְרוֹט‎) – powstały w koprodukcji dramat filmowy izraelskiego reżysera Szemu’ela Ma’oza z 2017 roku. Zdjęcia kręcono m.in. w Tel Awiwie.
Film powstał w koprodukcji niemiecko-francusko-izraelsko-szwajcarskiej. Obraz był izraelskim kandydatem do Oscara w 2018 roku. Otrzymał Grand Prix Jury na 74. MFF w Wenecji oraz osiem Ofirów przyznawanych przez członków Izraelskiej Akademii Filmu i Telewizji. Polska premiera kinowa miała miejsce 7 września 2018 roku, dystrybucja Aurora Films. Obraz Ma’oza prezentowany był podczas MFF Camerimage w Bydgoszczy w 2017 roku.

## Fabuła
Ukazany zostaje dramat rodziców wobec śmierci dorosłego dziecka. Feldmannowie, izraelskie małżeństwo w średnim wieku, zostają poinformowani o śmierci syna, odbywającego służbę wojskową. Podczas gdy matka w pewien sposób zamyka się w sobie, ojciec staje się nerwowy i uzewnętrznia ból, m.in. wobec własnego psa. W stanowiących centralną część filmu scenach pokazane zostały ostatnie wydarzenia z życia syna Jonatana, stacjonującego na odludziu, na pustynnym posterunku nazywanym w wojskowych raportach „Fokstrotem”. Obraz nie jest pozbawiony czarnego humoru, stanowiącego swego rodzaju krytykę wobec polityki państwa i stanu społeczeństwa. Przykład izraelskiego kina antywojennego.

## Obsada
W filmie wystąpili, m.in.:
- Li’or Aszkenazi – Michael Feldmann
- Sarah Adler(inne języki) – Daphne Feldmann
- Jonatan Sziraj – Jonathan, syn Feldmannów
- Szira Has – Alma, córka Feldmannów
- Jehuda Almagor – Avigdor, brat Michaela
- Karin Ugowski(inne języki) – matka Michaela
- Gefen Barkaj – dowódca oddziału
- Dekel Adin – żołnierz toczący puszki
- Sza’ul Amir – żołnierz z tatuażem
- Itay Exlroad – tańczący żołnierz
- Danny Isserles – oficer przekazujący wiadomość o śmierci
- Itamar Rotschild – oficer ceremoniarz
- Roi Miller – lekarz wojskowy
- Arie Tcherner – wysoki rangą oficer

## Nagrody i nominacje
Oscary 2018
- najlepszy film nieanglojęzyczny (kandydat Izraela)

74. MFF w Wenecji
- nominacja: Złoty Lew − Szemu’el Ma’oz
- Grand Prix Jury − Szemu’el Ma’oz
- Nagroda Arca Cinemagiovani – najlepszy film
- Nagroda Katolickiej Organizacji Kinematografii i Sztuki Audiowizualnej (SIGNIS) – wyróżnienie specjalne − Szemu’el Ma’oz

Ofiry 2017
- Ofir – najlepszy film[8]
- Ofir – najlepszy aktor – Li’or Aszkenazi[8]
- Ofir – najlepszy reżyser – Szemu’el Ma’oz[8]
- Ofir – najlepsza muzyka – Ophir Leibovitch, Amit Poznansky
- Ofir – najlepsza scenografia – Arad Sawat
- Ofir – najlepsze zdjęcia – Giora Bejach
- Ofir – najlepszy dźwięk – Alex Claude
- Ofir – najlepszy montaż – Arik Lahav-Leibovich, Guy Nemesh

Camerimage 2017
- nominacja: Konkurs Debiutów Reżyserskich – Szemu’el Ma’oz[13]

Satelity 2018
- nominacja: Satelita – najlepszy film zagraniczny